# Syndicom
syndicom ist eine branchenübergreifende Schweizer Gewerkschaft. Sie organisiert die Arbeitnehmenden in Post, Kurier-, Express-, Paketmarkt (inkl. Logistik), Mail, Verkehr und Infrastruktur, Telecom, IT, Call-Center, Telekommunikationsgewerbe, grafischer Industrie und Verpackung, Buch- und Medienhandel, Presse und elektronischen Medien und visueller Kommunikation. syndicom ist Mitglied des Schweizerischen Gewerkschaftsbundes, vertritt die Interessen aller Arbeitnehmenden und bietet ihren Mitgliedern Beratung, Rechtsschutz und weitere Dienstleistungen. syndicom finanziert sich durch Mitgliederbeiträge.
syndicom setzt sich für bessere Arbeitsbedingungen, höhere Löhne und soziale Gerechtigkeit ein. Sie engagiert sich für die Ausgestaltung der Sozialwerke und für einen bezahlbaren Service public.

## Geschichte
syndicom entstammt einer Fusion zwischen der Mediengewerkschaft Comedia und der Gewerkschaft Kommunikation. Der Fusionskongress fand am 3. Dezember 2010 statt.
Seit dem Zusammenschluss ist syndicom eine der drei grössten Gewerkschaften im Schweizerischen Gewerkschaftsbund (SGB). syndicom verspricht sich davon mehr gewerkschaftliche und politische Schlagkraft, mehr Gewicht in der öffentlichen Debatte und in der Sozialpartnerschaft.

## Struktur
syndicom ist rechtlich als Verein organisiert. Die leitenden Organe sind die Delegiertenversammlung, der Zentralvorstand und die Geschäftsleitung.
syndicom kommuniziert mit seinen Mitgliedern via Website, Newslettern, dem syndicom magazin, welches alle zwei Monate erscheint, sowie auf allen gängigen Social-Media-Kanälen.
Die Mitglieder finden in 16 Regionalsekretariaten Ansprechpersonen, die sich um deren Betreuung kümmern. Sie können sich in regionalen Vorständen ihrer Branche, Sektion und in den verschiedenen Interessengruppen (Jugend, Frauen, Migration, Freischaffende) engagieren. Die syndicom arbeitet mit dem gewerkschaftlichen Bildungsinstitut Movendo zusammen und bietet eine Palette berufsspezifischer Weiterbildungen an.

## Gewerkschaftliche Organe
Die Kompetenzen und Aufgaben der einzelnen Organe innerhalb der Vereinsstruktur sind durch die Statuten geregelt und sind namentlich wie folgt:
- Urabstimmung
- Kongress
- Delegiertenversammlung
- Zentralvorstand
- Branchen und Sektoren
- Interessengruppen
- Sektionen
- Geschäftsleitung
- Geschäftsprüfungskommission
- externe Revisionsstelle
- Schiedsgericht

### Kongress
Der alle vier Jahre stattfindende Kongress ist das höchste ordentliche Organ von syndicom. Der Kongress wählt die Geschäftsleitung, legt die Mitgliederbeiträge fest, genehmigt das Budget und bestimmt die Grundsätze von syndicom.
Die Vertretenden der Sektionen, die Sektionspräsidenten, Vertretenden der Branche und die Vertretenden der Interessengruppen sind die stimmberechtigten Kongressteilnehmenden.

### Delegiertenversammlung
Mindestens einmal jährlich findet eine Delegiertenversammlung statt. Diese definiert zwischen den Kongressen die wichtige strategische Ausrichtung von syndicom.

### Zentralvorstand
Der Zentralvorstand ist gemäss dem geltenden Schweizer Vereinsrecht der ordentliche Vorstand. Sofern durch die Statuten nicht anders geregelt, stehen ihm sämtliche Kompetenzen zu. Der Zentralvorstand tagt mindestens viermal jährlich und setzt sich zusammen aus den Vertretenden der Branchen, Interessengruppen und Sektionen. Die Mitglieder sind ehrenamtlich tätig.

### Geschäftsleitung
Die Geschäftsleitung wird aus vollamtlichen Mitarbeitenden gebildet. Diese ist zuständig für die Erfüllung und Koordination des Tagesgeschäfts und ist direkt dem Zentralvorstand unterstellt.

### Interessengruppen
In der Gewerkschaft syndicom existieren derzeit vier Interessengruppen (auch Kommissionen genannt):
- Frauen
- Jugend
- Migration
- Freischaffende

## Dachorganisationen
syndicom ist Mitglied bei folgenden Dachorganisationen:
- Schweizerischer Gewerkschaftsbund (SGB)[5]
- Union Network International (UNI)
- Internationale Journalisten-Föderation (IFJ)
- Europäische Journalisten-Föderation (EJF)

## Logo
Das Logo von syndicom besteht aus zwölf gelben Icons. Jedes dieser gelben Icons symbolisiert eine Branche von syndicom. Weiter gibt es 14 weitere Icons in den Farben Blau und Schwarz, wobei die schwarzen Icons für «Forderungen und Kampf» und die blauen Icons für «Dialog und Verhandlungen» stehen.